# GOLDEN☆BEST 荒木一郎
『GOLDEN☆BEST 荒木一郎』（ゴールデン・ベスト あらきいちろう）は、2006年3月25日に発売された荒木一郎のベスト・アルバム。
トリオレコード（現：アートユニオン）に在籍していた1974年から1976年にかけて発表された楽曲の中から22曲を収録。デビュー曲にして代表作である「空に星があるように」など、トリオに移籍する以前に発表していた曲のリメイクも収録されている。

## 収録曲
1. ジャニスを聴きながら
2. 懐かしのキャシィ・ブラウン
3. 君に捧げるほろ苦いブルース
4. りんどばーぐスペシャル
自ら出演した映画『ポルノの女王 にっぽんSEX紀行』の主題歌としてピートマック・ジュニアに提供した曲のセルフカバー。
5. 12月
6. 明日から
7. ミスター・ロビンソン
8. 空に星があるように
デビュー10周年再録音版。
9. 紅の渚
デビュー10周年再録音版。
10. いとしのマックス
デビュー10周年再録音版。
11. 今夜は踊ろう
デビュー10周年再録音版。
12. あなたといるだけで
デビュー10周年再録音版。
13. 妖精の詩
『妖精の詩』主題歌。
14. あなたのいない夜
15. 都会・午前四時
16. MIOのテーマ
『妖精の詩』挿入歌。
17. THE WAY OF THE CROSS（十字架の道）
18. 要通りの踊子（ジプシー・ベイビー）
19. 朝は暗いままで
20. 荒木一郎の恋歌（ラブ・ソング）
21. 美しい涙のためのバラード
22. 今日にさよなら

- 作詞・作曲：荒木一郎
- 編曲：荒木一郎・畠山明博(#1,3,4,18,20)、江夏健二(#2,7,21)、小谷充(#5,9,16,17,19)、樋口康雄(#6)、神保正明(#8,10,11,22)、竜崎孝路(#12)、荒木一郎(#13)、深町純(#14)、畠山明博(#15)